# 长鳞薹草
长鳞薹草（学名：Carex tarumensis）为莎草科薹草属的植物。分布于日本以及中国大陆的吉林省等地，生长于海拔1,400米至1,500米的地区，见于森林草甸及湿地，目前尚未由人工引种栽培。